# 쿠널 나이어
쿠날 나야르(Kunal Nayyar, 1981년 4월 30일 ~ )는 잉글랜드의 배우이다.

## 출연 작품
- 트롤
- 트롤: 월드 투어 - 가이 다이아몬드 역
- 우주인 - 피터 역